# 本篤十三世
本篤十三世（拉丁語：Servus Dei, Benedictus PP. XIII；1649年4月2日—1730年3月2日），道明會會士。於格拉維納出生，1724年5月29日當選教宗，同年6月4日即位至1730年2月21日為止。他原名伯多祿·方濟各·奧爾西尼（Pietro Francesco Orsini），後改名雲先·瑪利亞·奧爾西尼（Vincenzo Maria Orsini）。
他雖然是第十三位選用「本篤」名號的教宗，但他因迷信「十三」這個數字帶來壞運氣而起初自稱為「本篤十四世」。不過後來改變想法，用回教宗本篤十三世的名號。
本篤十三世是一位改革的教宗，他竭力改革義大利樞機團腐化生活的方式。他是羅馬顯赫家族奧爾西尼家族的成員，本篤十三世是這家族中最後一位擔任教宗的人。

## 譯名列表
- 本篤十三世：天主教香港教區禮儀委員會：禧年專頁 （页面存档备份，存于）、香港天主教教區檔案　歷任教宗、《大英簡明百科知識庫》2005年版[永久]作本篤。
- 本尼狄克十三世：《世界人名翻譯大辭典》1993年版作本尼狄克。